# Conspiracy of One
Conspiracy of One a The Offspring nevű amerikai punk-rock együttes hatodik nagylemeze. Az album 2000. november 14-én jelent meg.

## Számok
1. "Intro" – 0:05
2. "Come Out Swinging" – 2:47
3. "Original Prankster" – 3:42
4. "Want You Bad" – 3:23
5. "Million Miles Away" – 3:40
6. "Dammit, I Changed Again" – 2:49
7. "Living In Chaos" – 3:28
8. "Special Delivery" – 3:00
9. "One Fine Day" – 2:45
10. "All Along" – 1:39
11. "Denial, Revisited" – 4:33
12. "Vultures" – 3:35
13. "Conspiracy Of One" – 2:17
14. "Huck It" – 3:30 (bónusz)

## Egyéb
- Producer: Brendan O'Brien
- Kiadó: Columbia Records

## A zenekar
- Dexter Holland – Vokál és Gitár
- Noodles – Gitár
- Greg K. – Basszusgitár
- Ron Welty – Dob